# Collegiale Sint-Hadelinuskerk (Celles)

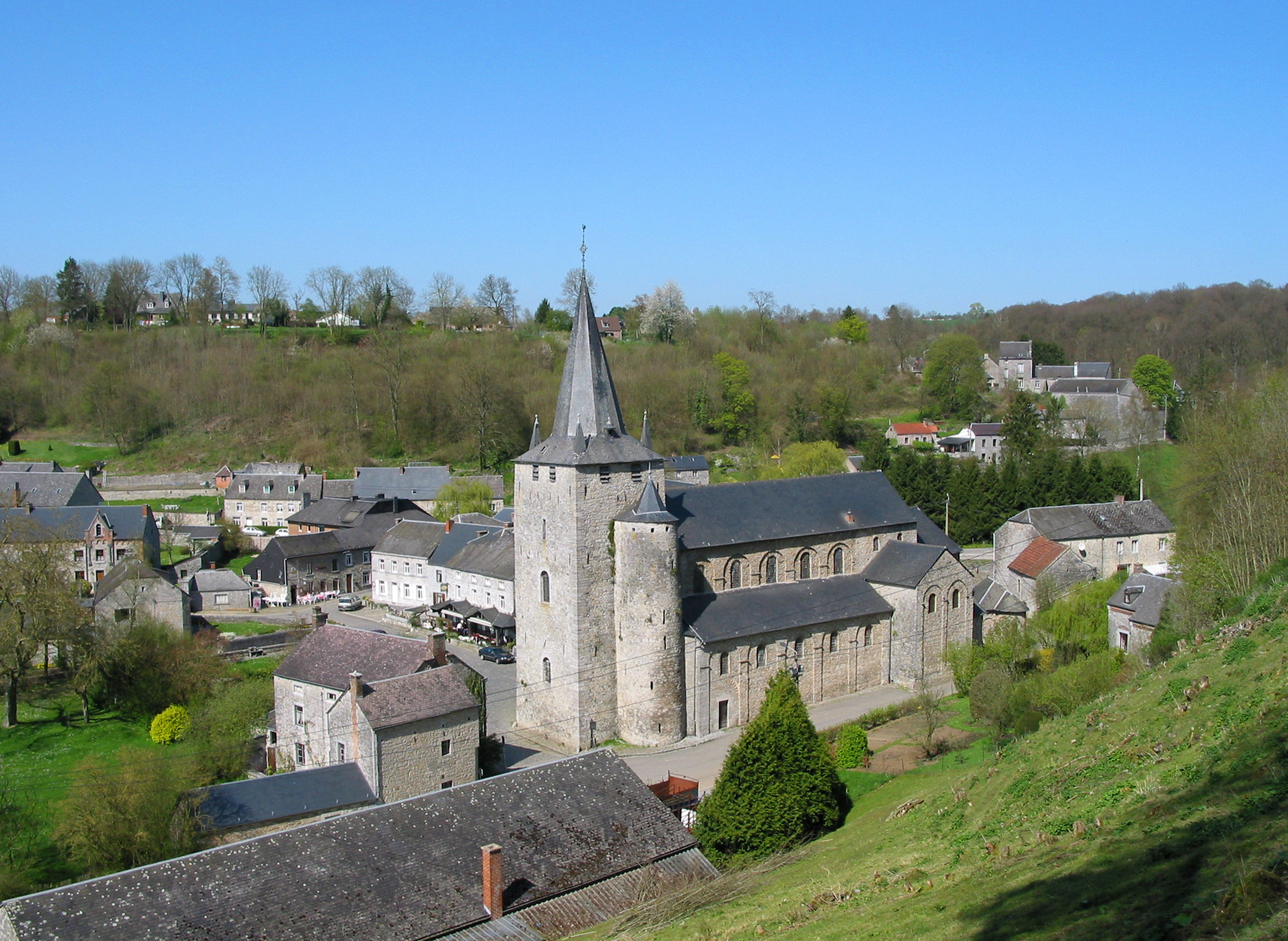
Overzichtbeeld

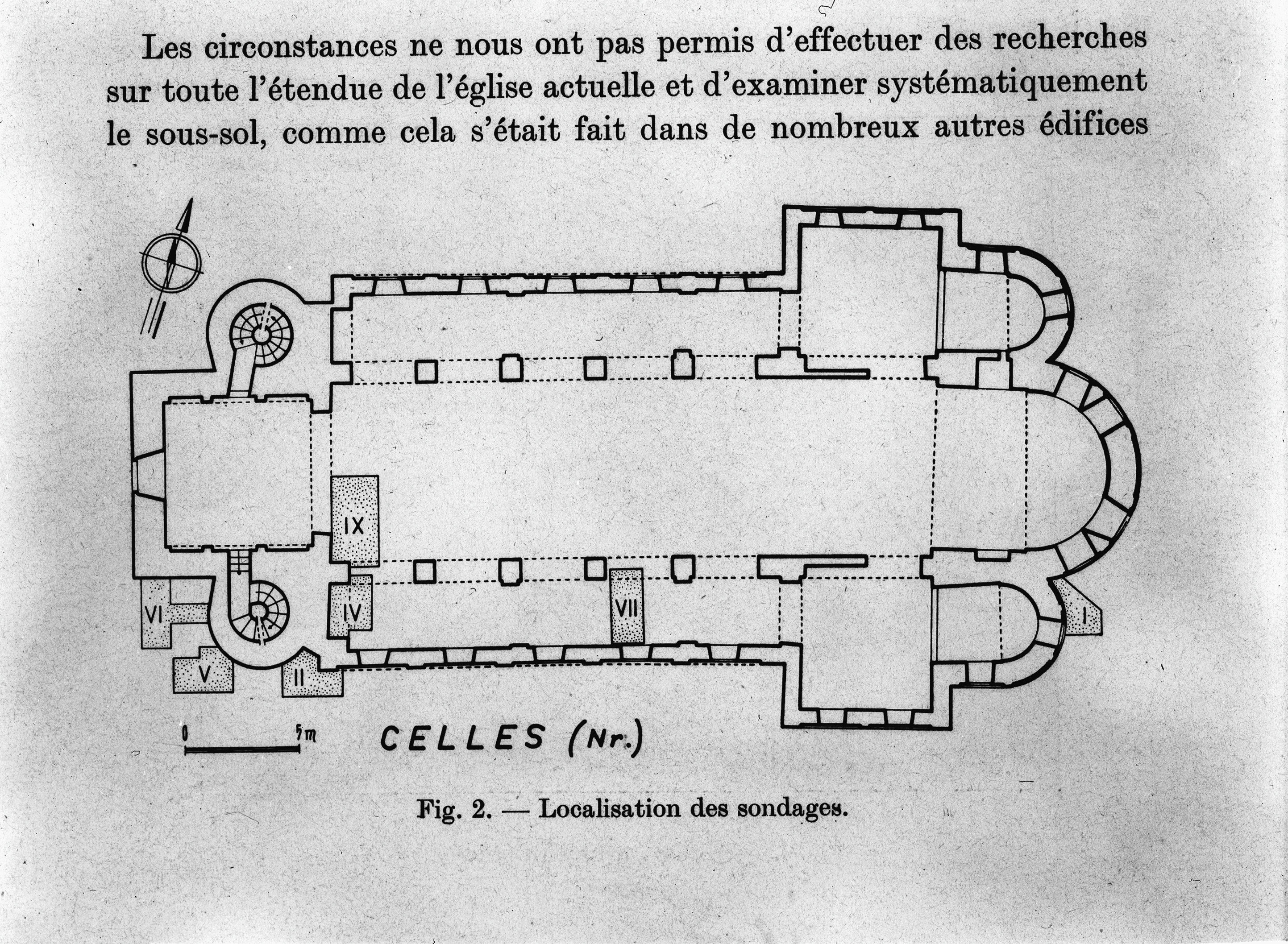
Grondplan

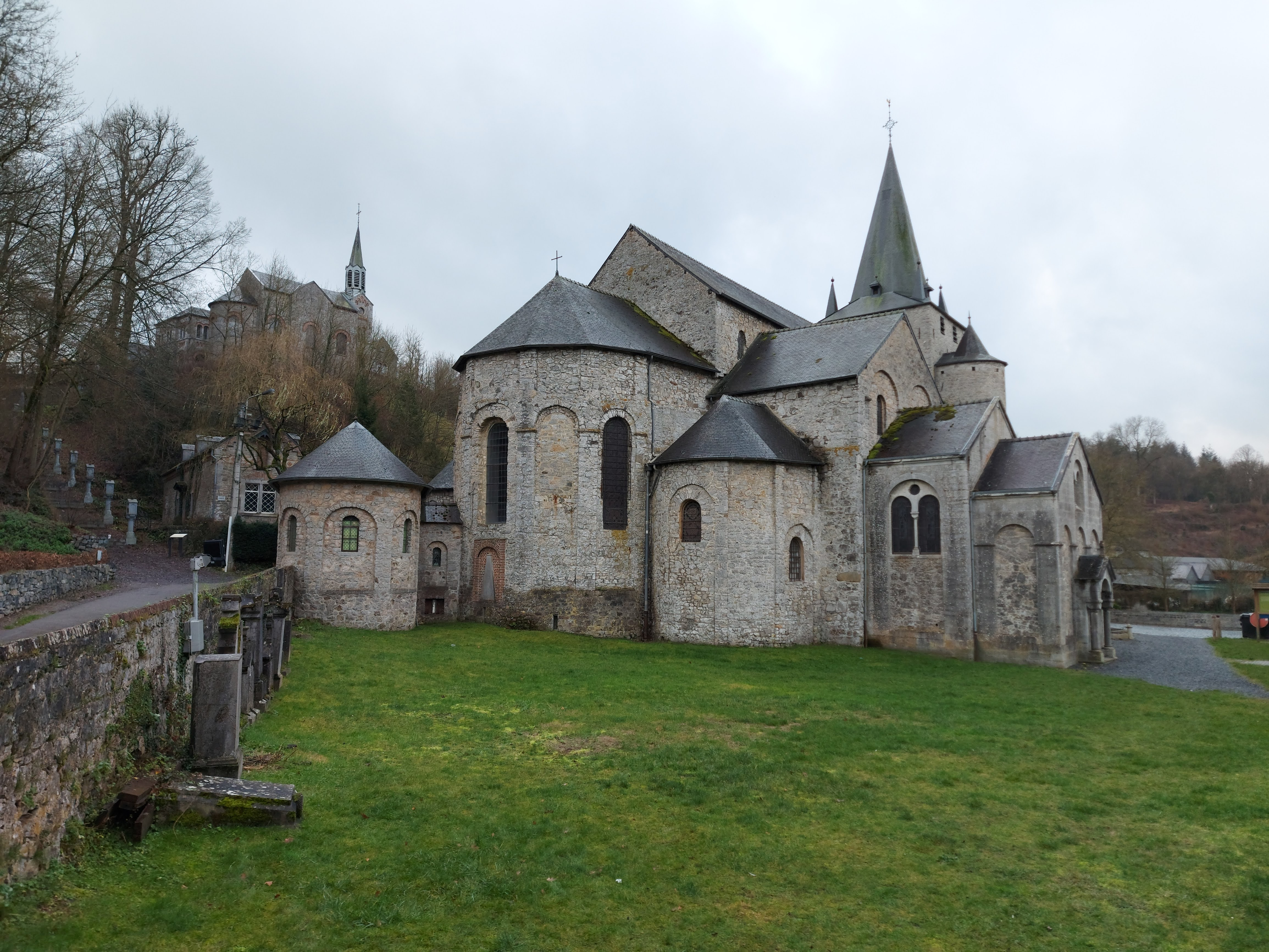
Volumespel aan de achterzijde, met linksboven het ermitage

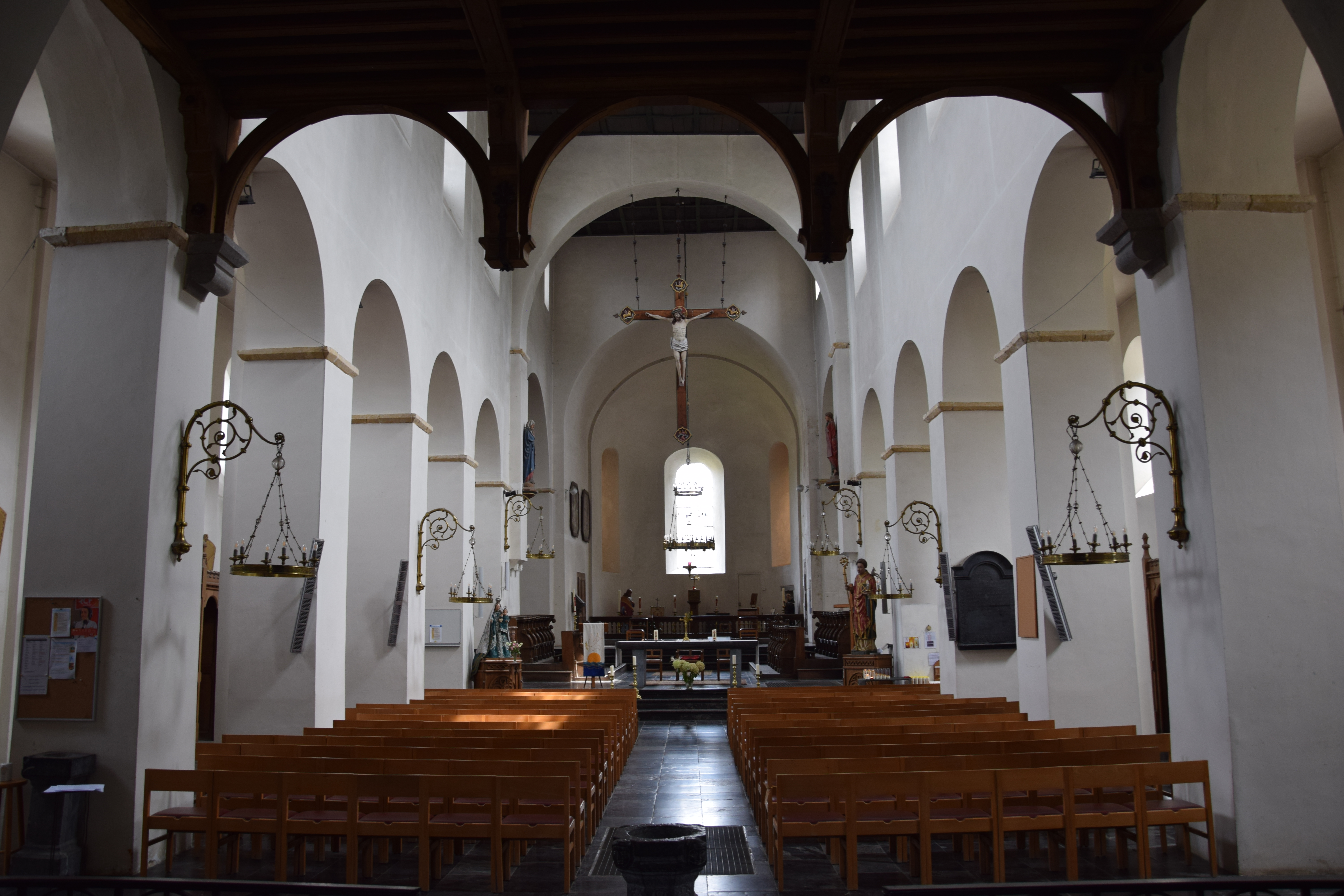
Interieur

De Collegiale Sint-Hadelinuskerk (Frans: Collégiale Saint-Hadelin) is een katholieke parochiekerk in Celles (gemeente Houyet) in de Belgische provincie Namen. Ze behoort tot het bisdom Namen en is gewijd aan Hadelinus van Celles. Historisch gaat het om een kapittelkerk waar de voornaamste relikwie van deze heilige werd vereerd. Architecturaal heeft de kerk haar elfde-eeuwse uitzicht haast intact bewaard. Het is een bijzonder gaaf voorbeeld van de romaanse bouwkunst en meer speciaal van de vroeg-Maaslandse stijl. Het gebouw is sinds 1947 beschermd en is opgenomen in het buitengewoon erfgoed van Wallonië. 

## Geschiedenis
Volgens het vita van Hadelinus leefde hij in de zevende eeuw in Celles en richtte hij er een oratoriolum en een abdij op. Vaak houden historici die laatste voor een benedictijnenabdij, die dan zou vernietigd zijn door de Noormannen en in de 9e eeuw heropgericht als kapittel door bisschop Richer van Luik, maar net zo goed kan de religieuze gemeenschap van Hadelinus van bij het begin een kapittel zijn geweest. Het hing af van een kanunnik van het Sint-Lambertuskapittel, en dus niet van de bisschop van Luik.
In elk geval traden de twaalf kanunniken van Celles in de elfde eeuw nadrukkelijk op de voorgrond. Ze lieten een nieuwe kerk bouwen, die wordt gesitueerd in dezelfde periode als die van de zeer gelijkende Sint-Pieterskerk van Hastière (1033-1035). Voorheen moet het westwerk al zijn opgericht, waartegen preromaanse constructies zijn opgegraven. Rond 1045, onder het episcopaat van Waso, moet de inwijding hebben plaatsgevonden en vervaardigde een edelsmid een prachtig nieuw reliekschrijn voor de resten van Hadelinus. Tot de financiering van kerk en schrijn zal hebben bijgedragen dat keizer Hendrik III het munt- en marktrecht verleende aan Celles. Economisch kon het daardoor in concurrentie treden met het nabijgelegen Dinant, dat toen onder de graaf van Namen viel. Er zijn effectief denarii gevonden die geslagen zijn in Celles. 
Tegen de veertiende eeuw was de economische macht van Celles sterk afgenomen en trok het een stuk minder pelgrims aan. Vermoedelijk naar aanleiding van een conflict met de plaatselijke heer Jacques de Beaufort en zijn vrouw Jeanne de Haultepenne trokken de kanunniken in 1337 weg met medeneming van hun kostbare relikwie. Na een jaar in Luik te hebben verbleven, maakte bisschop Adolf van der Mark bekend dat het kapittel werd overgebracht naar Wezet, inclusief de translatie van hun relikwie. Hadelinus voegde zijn patrocinium toe aan de kerk die hun zetel werd. Drie kanunniken bleven achter in Celles om de parochie en het aartsdiakonaat te bestieren. Vanuit erfgoedoogpunt bleek deze ontwikkeling een zegen, want in Celles waren er geen middelen meer om aanpassingen of uitbreidingen te doen.
De romaanse kerk bleef dus in essentie intact en onderging alleen beperkte ingrepen. In 1590-1591 werd de crypte aangepakt en kwam er een naaldspits op de toren. Tijdens de Franse Revolutie werden in 1794-1796 adellijke symbolen weggebeiteld en werd de kerk enige tijd aan de eredienst onttrokken, maar meer schade was er niet. In 1856-1858 liet graaf Hadelin de Liedekerke Beaufort een restauratie uitvoeren, die ook het aanbouwen van een familiale grafkapel behelsde. Verdere renovatie volgde in 1867-1873, met onder meer de plaatsing van nieuw meubilair. Bij die gelegenheid werd een houten doksaal met orgel geïnstalleerd, wat het zicht op de tribune benam. Een sacristie werd in 1905 toegevoegd.

## Architectuur
De kerk is van het basilicale type, met twee zijbeuken die half zo hoog zijn als de middenbeuk. De hoogte van de ondiepe dwarsbeuk situeert zich tussen deze niveaus in. Het koor loopt uit in een halfronde apsis en de twee zijbeuken in halfronde absidiolen. De buitenmuren, gemetseld uit lokale stenen in onregelmatig verband, zijn gedecoreerd met blinde bogen op imposten en lisenen. 
Het westwerk met twee ronde traptorens heeft een gesloten karakter en moet een defensieve functie hebben gehad, zoals de schietgaten getuigen. De ingesnoerde naaldspits met de vier kleine piramides op de hoeken is wellicht rond 1590 geplaatst. De oostmuur van de toren is weggehaald om een opening te maken naar het schip. In de toren is een tegenkoor ingericht onder kruisgewelven en op de eerste verdieping een tribune, die dienst doet als baptisterium. Ondergronds bevindt zich een crypte, die een tegenhanger heeft onder het enigszins verhoogde koor. De westelijke crypte bevat een altaar met erachter een muurnis voor het schrijn van Sint-Hadelinus. De ruimere oostelijke crypte, die door zware pijlers in drie beuken wordt verdeeld, was bedoeld voor de pelgrims.

## Interieur
Het witgepleisterde interieur wordt beheerst door rondbogen op vierkante pijlers. Deze soberheid geeft niet de oorspronkelijke sfeer weer, die werd bepaald door een verdwenen kleurenrijkdom. Rondboogvensters laten het licht langs alle kanten binnen. De drie beuken lopen uit in apsiden overhuifd door halfkoepels.
Typisch voor de vroegromaanse periode is het houten plafond boven het schip. Onder de viering staat het eikenhouten koorgestoelte van de kanunniken, dat dateert van vóór hun vertrek en dat tot de oudste exemplaren in België behoort. De armleuningen zijn versierd met vegetale motieven. Aan de triomfboog hangt een gekruisigde Christus. Verschillende stukken in de kerk dateren uit de zestiende eeuw: de doopvont met engelenkoppen, het staande wijwatervat, de gepolychromeerde kruisigingsgroep.

## Kluis en kruisweg
Van de kerk loopt een neogotische kruisweg omhoog naar de plek waar volgens de traditie in de zevende eeuw de cel van Sint-Hadelinus stond. Na het vertrek van de kanunniken werd er een kapel gebouwd met woningen voor de drie achterblijvende kluizenaars die het heiligdom in ere dienden te houden. Ze werden verdreven door de Franse Revolutie en in hun plaats kwam in 1823 een lagere gemeenteschool. In 1856 kwam burgemeester Hadelin de Liedekerke Beaufort door ruil met de gemeente in het bezit van het gebouw. Hij opende er een meisjesschool onder de hoede van de Dochters van Liefde van Vincentius a Paulo, voor wie hij een neoromaans klooster oprichtte (ermitage). De laatste zusters verlieten het in 1973 en de gemeente Houyet kocht het gebouw aan om er een onthaalcentrum voor toeristen en een school onder te brengen.

## Voetnoten
1. ↑  Alain Dierkens, "Un aspect de la christianisation de la Gaule du Nord à l'époque mérovingienne: la Vita Hadelini et les découvertes archéologiques d'Anthée et de Franchimont" in: Francia, 1980, p. 616-618
2. ↑  Manfred van Rey, Die Lütticher Gaue Condroz und Ardennen im Frühmittelalter. Untersuchungen zur Pfarrorganisation, 1977, p. 537-539
3. ↑  Jean-Louis Kupper, "L'empereur Henri III et l'Ardenne" in: Revue belge de philologie et d'histoire, 2018, p. 512. DOI:10.3406/rbph.2018.9196
4. ↑  Jean-Louis Kupper, "L'empereur Henri III et l'Ardenne" in: Revue belge de philologie et d'histoire, 2018, p. 510. DOI:10.3406/rbph.2018.9196
5. ↑  Brochure Collégiale Saint-Hadelin. Patrimoine exceptionnel de la Wallonnie. Guide de la visite, Cercle Historique de Celles, 2016
6. ↑  Collégiale Saint-Hadelin - Celles, Festival de l'Été Mosan (bezocht 17 juli 2023)
7. ↑  L'ermitage St-Hadelin et les écoles, Tourisme et Culture de Celles (bezocht 17 juli 2023)